# Alessandro Siciliano
Alessandro Vincenzo Siciliano (San Nicola Arcella, 17 de maio de 1860 — Rio de Janeiro, 19 de fevereiro de 1923) foi um industrial ítalo-brasileiro. Em 5 de  agosto de 1916, foi agraciado com o título de conde pelo Papa Bento XV, título que foi transmitido a seu filho Alexandre Siciliano Júnior, em 25 de junho de 1924, com confirmação do Papa Pio XI.

## Biografia
Italiano radicado no Brasil desde os nove anos de idade, quando chegou em Santos, junto com os seus pais (Biágio Caetano Siciliano e Teresa Alario), em busca de uma vida melhor no Brasil. Seu talento para negócios surgiu ainda em sua juventude quando começou a trabalhar no comércio, com muito sucesso. Patenteou uma máquina para beneficiar café e arroz, que teve muito sucesso.
Como industrial participou da fundação e da direção da Companhia Mecânica e Importadora, à época a maior empresa paulista do ramo, sendo pioneira no Brasil na fabricação de maquinas agrícolas, na produção de aço e na exportação de carne, dando origem a diversas outras empresas. Identificado com os interesses dos fazendeiros, Siciliano, em 1903, propôs um consórcio de exportadores de café que levantariam fundos com banqueiros europeus para financiar a retenção de estoques, conter a queda nos preços e promover a valorização do produto. Adotada pelo governo de São Paulo, essa proposta se materializaria no chamado Convênio de Taubaté, em 1906, um acordo entre os governos de São Paulo, Minas e Rio de Janeiro, os três maiores produtores. No ramo financeiro foi membro do conselho consultivo do extinto Banco Francês e Italiano. Além disso acumulou também os cargos de presidente da Companhia Ítalo Brasil de Seguros Geraes, presidente da Câmara Italiana de Comércio e presidente do Hospital Umberto I.
Foi dirigente de entidades de classe e filantropo, sendo patrocinador de inúmeras atividades beneficentes e ações de caridade, Alexandre Siciliano foi agraciado em agosto de 1916 com o honroso título de “conde papal” das mãos do Papa Bento XV. Título este que após sua morte seria herdado por seu filho, Alexandre Siciliano Júnior, em 25 de junho de 1924, com confirmação do Papa Pio XI.
Alessandro casou-se com Laura de Mello Coelho, mais tarde condessa Siciliano, com tem teve quatro filhos: Anna Teresa Siciliano (avó-materna de Marta Suplicy), Violeta Siciliano, Alexandre Siciliano Júnior e Paulo Siciliano.
Foi declarado fundador benemérito do Palestra Italia (atual Palmeiras), ajudando o clube após sua fundação. Ele era tio dos irmãos Giuseppe Perrone e Rafaelle Perrone, onde o primeiro foi presidente do Palestra e o segundo foi diretor na gestão do irmão.  
O palacete da avenida Paulista em que morava a família foi construído em 1896. A residência foi projetada pelo escritório de Ramos de Azevedo a pedido de Luís Inácio de Anhaia Melo, proprietário inicial do terreno. Por alguma razão Anhaia não ficou no casarão e, em 1911, a casa foi a Alessandro Siciliano. O imóvel ficava localizado no número 126 da Avenida Paulista. Tratava-se de uma grande área construída, com vários cômodos muito amplos, sala de leitura, sala de jantar, salão de jogos e dependências externas para acomodação de empregados, além da garagem e amplo jardim. Após a sua morte, o edifício duraria mais algumas décadas até ser demolido. Nos anos 1970, o palacete foi uma das primeiras mansões a cair na avenida Paulista, quanto esta começou a se valorizar, com o preço do terreno cada vez mais alto e vantajoso. Localizado na esquina da alameda Joaquim Eugênio de Lima, o imóvel deu lugar ao edifício Winston Churchill, atual número 807.

## Morte
A morte do conde aconteceu de maneira inesperada em uma de suas muitas viagens de negócios até a então capital federal, a cidade do Rio de Janeiro, no dia de 19 de fevereiro de 1923. Apesar de estar com uma idade considerada já avançada para aquela época, 62 anos, o Conde Siciliano era conhecido por gozar de boa saúde e ser uma pessoa saudável.
A notícia de seu falecimento logo ecoou nos jornais de São Paulo trazendo grande consternação entre os paulistanos. Seu traslado da capital do Brasil para a capital paulista foi divulgado pela imprensa, o que acarretou em uma multidão poucas vezes vista em São Paulo para aguardar a chegada do falecido na Estação da Luz. Os arredores ficaram lotados de gente.
Dali, o corpo seguiu pela rua Mauá até a igreja do Sagrado Coração de Jesus, em Campos Elísios, onde foi feita uma grande missa de corpo presente em sua homenagem. Após o encerramento da cerimônia o corpo seguiu em grande cortejo até o Cemitério da Consolação, onde foi sepultado no mausoléu da família.